# Phyllanthus rosmarinifolius
Phyllanthus rosmarinifolius är en emblikaväxtart som beskrevs av Johannes Müller Argoviensis. Phyllanthus rosmarinifolius ingår i släktet Phyllanthus och familjen emblikaväxter. Inga underarter finns listade i Catalogue of Life.